# Phật giáo sơ kỳ
Thuật ngữ Phật giáo sơ kỳ có thể đề cập đến hai thời kỳ riêng biệt trong Lịch sử Phật giáo, mà cả hai có thể được định nghĩa riêng rẽ hoặc gộp chung vào thành một thời kỳ lịch sử theo khái niệm học thuật:
- Phật giáo tiền phái, hay Phật giáo tiền bộ phái, Phật giáo tiền kinh văn, đề cập đến thời kỳ Tăng đoàn nguyên thủy thống nhất được tổ chức theo giáo pháp và giới luật do chính Đức Phật Gautama lập ra.[1]
- Phật giáo Bộ phái, đề cập đến thời kỳ Tăng đoàn thống nhất bị chia rẽ thành những nhánh cộng đồng bộ phái sinh hoạt riêng rẽ, nhưng chưa thực sự phân nhánh thành những tông phái thực thụ theo nghĩa của Luật tạng.

## Khoảng thời gian
Thuật ngữ "Phật giáo sơ kỳ" theo nghĩa thời kỳ Phật giáo tiền phái được các học giả như Paul J. Griffiths và Steven Collins xếp vào giai đoạn từ thời Đức Phật tại thế đến triều đại Ashoka (khoảng 268 đến 232 TCN). Lamotte và Hirakawa đều cho rằng cuộc chia rẽ tăng đoàn đầu tiên xảy ra dưới triều đại của Ashoka.
Sự phân chia các bộ phái dựa trên việc giới thiệu và nhấn mạnh các bộ luận giải kinh văn khác nhau của các cộng đồng tăng già. Mỗi bộ phái đều có các tập hợp các bộ luận giải của riêng mình và những tranh luận giữa các bộ phái thường dựa trên các tác phẩm luận giải này. Tuy nhiên, nguồn gốc sự phân chia thực tế là dựa trên những bất đồng về giới luật, mặc dù sau đó, vào khoảng những năm 100 sau Công nguyên hoặc sớm hơn, sự chia rẽ tăng già có thể đã dựa trên sự bất đồng về giáo lý. Tuy nhiên, Phật giáo tiền phái chưa thực sự hình thành hệ thống kinh văn A-tì-đạt-ma, có lẽ ngoại trừ một khuôn khổ cơ bản, và không phải tất cả các bộ phái sơ khai đều phát triển một hệ thống kinh văn A-tì-đạt-ma.

## Phật giáo tiền phái
Khái niệm Phật giáo tiền phái, còn được gọi là "Phật giáo sơ khai", "Phật giáo sơ thủy", và "Phật giáo nguyên khởi", nhằm để chỉ giai đoạn lịch sử Phật giáo trước các bộ phái Phật giáo hình thành.
Một số nội dung tư tưởng và giáo lý của thời kỳ Phật giáo tiền phái có thể được truy tầm từ các kinh văn Phật giáo sơ kỳ, mà bản thân chúng đã mang tính chất tông phái. 

## Những bộ phái nguyên thủy
Các bộ phái Phật giáo sơ khai là những cộng đồng tăng sĩ phân chia từ saṅgha nguyên thủy, ban đầu là do sự khác biệt về vinaya (giới luật) và sau đó cũng do sự khác biệt về giáo lý và sự cách biệt về địa lý của các nhóm cộng đồng tăng sĩ.

### Sự hình thành
Những cộng đồng saṅgha đầu tiên phân chia, thường được cho là gồm các cộng đồng Sthavira nikāya và Mahāsāṃghika, hình thành một số năm đáng kể sau khi Phật Gautama qua đời. Theo học giả Collett Cox "hầu hết các học giả sẽ đồng ý rằng mặc dù nguồn gốc của các nhóm được công nhận sớm nhất có trước Aśoka, nhưng sự tách biệt thực sự của họ đã không xảy ra cho đến sau khi ông qua đời."  Sau đó, các cộng đồng tăng sĩ này tiếp tục phân nhánh thành nhiều bộ phận khác như Sarvāstivādin và Dharmaguptaka, mà theo truyền thống, có thể vào khoảng 18 hoặc 20 bộ phái khác nhau. Tuy vậy, rất có thể có một số trùng lặp về danh xưng của các bộ phái, vì vậy con số 18 hay 20 bộ phái chỉ mang tính quy ước.

### Giáo lý
Trong suốt quá trình diễn ra sự phân nhánh Tăng đoàn nguyên thủy thành các bộ phái và sự hình thành Đại thừa, đã có nhiều sự trau chuốt cũng như diễn giải thêm về các giáo lý được bảo tồn, và nhiều học thuyết, kinh văn và phương pháp tu tập khác nhau đã được phát triển. Chúng được sáng tác và phát triển bởi các cộng đồng tăng sĩ, trên cơ sở các vấn đề được coi là quan trọng vào thời điểm đó. 

##### Sự hình thành Abhidhamma
Là bộ phận chính cuối cùng của giáo điển, Abhidhamma Pitaka trải qua một quá trình lịch sử phát triển lâu dài và giữ địa vị khác nhau trong các bộ phái khác nhau. Trong khi Abhidhamma không được Mahasanghika  và một số bộ phái chấp nhận là kinh điển,  thì nhiều bộ phái khác lại gộp Abhidhamma Pitaka vào trong Khuddaka Nikaya. Ngoài ra, phiên bản Abhidhamma tiếng Pali, vốn được xem là phiên bản tuyển tập "nguyên thủy" nhất, cũng có rất ít điểm chung với các tác phẩm Abhidhamma được các trường phái Phật giáo khác công nhận. Các triết lý Abhidhamma của các trường phái Phật giáo sơ kỳ khác nhau không có sự thống nhất về học thuyết  và thuộc về thời kỳ 'Phật giáo phân chia'  (trái với thời kỳ 'Phật giáo không phân chia', tức thời kỳ tăng đoàn thống nhất). Các kinh văn sớm nhất của kinh điển Pali (như các phần của Sutta Nipata và của Jataka), kèm theo bốn Bộ kinh đầu của Suttapitaka, đều không có đề cập đến [các kinh văn của] Abhidhamma Pitaka. Abhidhamma cũng không được đề cập trong dữ kiện của Đại hội kết tập đầu tiên. Các ghi nhận của Đại hội kết tập này cũng không đề cập đến sự tồn tại của Luật và năm bộ Nikaya (của Suttapitaka).
Mặc dù nội dung của nhiều bộ Abhidhamma Pitaka bắt đầu như một loại bổ sung chú giải dựa trên những lời dạy trước đó trong Kinh tạng, nhưng nó đã sớm dẫn đến những phát triển về giáo lý và những kinh văn mới, và trở thành trọng tâm của một hình thức mới của đời sống kinh viện.   Các tác phẩm Abhidhamma khác nhau được các học giả cho rằng bắt đầu được sáng tác từ khoảng 200 năm sau khi Đức Phật nhập diệt. 
Theo truyền thống, người ta tin rằng (trong văn hóa Theravadin) rằng Abhidhamma đã được Đức Phật dạy cho người mẹ quá cố của Ngài trên cõi trời Tavatimsa. Tuy nhiên, điều này bị bác bỏ bởi các học giả, những người tin rằng chỉ có một số phần nhỏ của Abhidhamma có thể đã tồn tại ở dạng rất sớm.  Một số trường phái Phật giáo có những bất đồng quan trọng về các chủ đề của Abhidhamma, trong khi có một bộ kinh Sutta-pitaka và Vinaya-pitaka phần lớn giống nhau. Do đó, những tranh luận và xung đột giữa họ thường là về những vấn đề có nguồn gốc từ triết học Abhidhamma, chứ không phải về những vấn đề liên quan đến những lời nói và lời dạy thực tế của Đức Phật.
Theo một số học giả, động lực để soạn những kinh văn mới như Adhidhamma của các trường phái là khác nhau, do Đức Phật đã không để lại một tuyên bố rõ ràng nào về tình trạng bản thể luận của thế giới - về những gì thực sự tồn tại. Vì vậy, những đệ tử sau này đã tự mình định nghĩa cái gì tồn tại và cái gì không (trong kinh văn Abhidhamma), dẫn đến những bất đồng.

##### Các phần của Khuddaka Nikaya
Oliver Abeynayake có những phát biểu sau đây để nói về niên đại của các kinh văn khác nhau trong Khuddaka Nikaya:
'Kinh  văn Khuddaka Nikaya có thể dễ dàng được chia thành hai tầng: sớm và muộn. Các kinh văn Sutta Nipata (Kinh tập), Itivuttaka (Bản sự), Dhammapada (Pháp cú), Therigatha (Trưởng lão ni kệ), Udana (Tự thuyết), và Jataka (Bản sinh) thuộc về nhóm kinh sớm. Các kinh văn Khuddakapatha (Tiểu tụng), Vimanavatthu (Thiên cung sự), Petavatthu (Ngạ quỷ sự), Niddesa (Nghĩa thích), Patisambhidamagga (Vô ngại giải đạo), Apadana (Thánh nhân ký sự), Buddhavamsa (Phật sử) và Cariyapitaka (Sở hạnh tạng) thì có thể được phân loại trong địa tầng sau này. ' 
Các kinh văn trong giai đoạn đầu có niên đại từ trước Đại hội kết tập thứ hai (sớm hơn 100 năm sau khi Đức Phật nhập diệt), trong khi giai đoạn sau là từ sau Đại hội kết tập thứ thứ hai, có nghĩa là chúng chắc chắn là những bổ sung sau này cho Kinh tạng, và chúng có thể không là những lời dạy ban đầu của Đức Phật, mà là những sáng tác của các đệ tử.
Ngoài những kinh văn muộn của Khuddaka Nikaya, còn có những kinh văn sau được tuyển tập trong kinh điển Miến Điện có thể được coi là những bổ sung sau này:
- Milindapanha (Di-lan-đà vấn đạo)
- Nettippakarana (Chỉ đạo luận)
- Petakopadesa (Tạng Luận thích)

Các câu gốc của kinh văn Jataka được công nhận là nằm trong phần sớm nhất của kinh điển, nhưng các câu chuyện Jataka kèm theo (và nổi tiếng hơn) hoàn toàn chỉ là bình luận, một phần bổ sung rõ ràng sau này.

##### Parivara
Parivara (Tập yếu) là phần kinh văn cuối cùng của Luật tạng, là phần bổ sung sau này cho Luật tạng.

##### Các kinh văn khác về sau
- Tất cả kinh văn của Đại thừa (Kinh điển Đại thừa).[25]
- Tất cả các tác phẩm chú giải (atthakatha) của Theravada và các trường phái Phật giáo sơ kỳ khác.

## Mốc thời gian
| Biểu thời gian: Phát triển và truyền bá truyền thống Phật giáo (khoảng từ 450 TCN – 1300 )   |                                |                   |                      |                                                                   |                                                                   |                      |                  |                |                |                |        |  |
|                                                                                              |                                |                   |                      |                                                                   |                                                                   |                      |                  |                |                |                |        |  |
|                                                                                              | 450 TCN                        | 450 TCN           | 250 TCN              | 100                                                               | 100                                                               | 500                  | 500              | 700            | 800            | 800            | 1200   |  |
|                                                                                              |                                |                   |                      |                                                                   |                                                                   |                      |                  |                |                |                |        |  |
| Ấn Độ                                                                                        | Phật giáo Nguyên thủy          |                   |                      |                                                                   |                                                                   |                      |                  |                |                |                |        |  |
| Ấn Độ                                                                                        | Phật giáo Nguyên thủy          | Phật giáo Bộ phái | Phật giáo Bộ phái    | Phật giáo Bộ phái                                                 | Phật giáo Bộ phái                                                 | Đại thừa             | Đại thừa         | Kim cương thừa | Kim cương thừa | Kim cương thừa |        |  |
| Ấn Độ                                                                                        | Phật giáo Nguyên thủy          | Phật giáo Bộ phái | Phật giáo Bộ phái    | Phật giáo Bộ phái                                                 | Phật giáo Bộ phái                                                 |                      |                  |                |                |                |        |  |
| Ấn Độ                                                                                        | Phật giáo Nguyên thủy          |                   |                      |                                                                   |                                                                   |                      |                  |                |                |                |        |  |
| Ấn Độ                                                                                        | Phật giáo Nguyên thủy          |                   |                      |                                                                   |                                                                   |                      |                  |                |                |                |        |  |
|                                                                                              |                                |                   |                      |                                                                   |                                                                   |                      |                  |                |                |                |        |  |
| Sri Lanka & Đông Nam Á                                                                       |                                |                   |                      |                                                                   |                                                                   |                      |                  |                |                |                |        |  |
| Thượng tọa bộ                                                                                |                                |                   |                      |                                                                   |                                                                   |                      |                  |                |                |                |        |  |
|                                                                                              |                                |                   |                      |                                                                   |                                                                   |                      |                  |                |                |                |        |  |
|                                                                                              |                                |                   |                      |                                                                   |                                                                   |                      |                  |                |                |                |        |  |
| Phật giáo Tây Tạng                                                                           |                                |                   |                      |                                                                   |                                                                   |                      |                  | Nyingma        | Nyingma        |                |        |  |
| Phật giáo Tây Tạng                                                                           |                                |                   |                      |                                                                   |                                                                   |                      |                  | Nyingma        | Nyingma        |                |        |  |
| Phật giáo Tây Tạng                                                                           | Kadam                          |                   |                      |                                                                   |                                                                   |                      |                  | Nyingma        | Nyingma        |                |        |  |
| Phật giáo Tây Tạng                                                                           | Kagyu                          |                   |                      |                                                                   |                                                                   |                      |                  | Nyingma        | Nyingma        |                |        |  |
| Phật giáo Tây Tạng                                                                           | Dagpo                          |                   |                      |                                                                   |                                                                   |                      |                  | Nyingma        | Nyingma        |                |        |  |
| Phật giáo Tây Tạng                                                                           | Sakya                          |                   |                      |                                                                   |                                                                   |                      |                  | Nyingma        | Nyingma        |                |        |  |
| Phật giáo Tây Tạng                                                                           | Jonang                         |                   |                      |                                                                   |                                                                   |                      |                  | Nyingma        | Nyingma        |                |        |  |
|                                                                                              |                                |                   |                      |                                                                   |                                                                   |                      |                  |                |                |                |        |  |
| Phật giáo Đông Á                                                                             |                                |                   |                      | Bộ phái (Phật giáo Nam truyền) và Đại thừa (Phật giáo Bắc truyền) | Bộ phái (Phật giáo Nam truyền) và Đại thừa (Phật giáo Bắc truyền) |                      | Tangmi           | Tangmi         | Tangmi         | Tangmi         | Tangmi |  |
| Phật giáo Đông Á                                                                             |                                | Nara (Rokushū)    | Nara (Rokushū)       | Bộ phái (Phật giáo Nam truyền) và Đại thừa (Phật giáo Bắc truyền) | Bộ phái (Phật giáo Nam truyền) và Đại thừa (Phật giáo Bắc truyền) | Shingon              | Shingon          | Shingon        |                |                |        |  |
| Phật giáo Đông Á                                                                             | Chan                           |                   |                      | Bộ phái (Phật giáo Nam truyền) và Đại thừa (Phật giáo Bắc truyền) | Bộ phái (Phật giáo Nam truyền) và Đại thừa (Phật giáo Bắc truyền) |                      |                  |                |                |                |        |  |
| Phật giáo Đông Á                                                                             | Thiền, Seon                    |                   |                      | Bộ phái (Phật giáo Nam truyền) và Đại thừa (Phật giáo Bắc truyền) | Bộ phái (Phật giáo Nam truyền) và Đại thừa (Phật giáo Bắc truyền) |                      |                  |                |                |                |        |  |
| Phật giáo Đông Á                                                                             |                                | Zen               |                      | Bộ phái (Phật giáo Nam truyền) và Đại thừa (Phật giáo Bắc truyền) | Bộ phái (Phật giáo Nam truyền) và Đại thừa (Phật giáo Bắc truyền) |                      |                  |                |                |                |        |  |
| Phật giáo Đông Á                                                                             | Thiên Thai / Tịnh Độ           |                   |                      | Bộ phái (Phật giáo Nam truyền) và Đại thừa (Phật giáo Bắc truyền) | Bộ phái (Phật giáo Nam truyền) và Đại thừa (Phật giáo Bắc truyền) |                      |                  |                |                |                |        |  |
| Phật giáo Đông Á                                                                             | Tendai                         |                   |                      | Bộ phái (Phật giáo Nam truyền) và Đại thừa (Phật giáo Bắc truyền) | Bộ phái (Phật giáo Nam truyền) và Đại thừa (Phật giáo Bắc truyền) |                      |                  |                |                |                |        |  |
| Phật giáo Đông Á                                                                             | Nichiren                       |                   |                      | Bộ phái (Phật giáo Nam truyền) và Đại thừa (Phật giáo Bắc truyền) | Bộ phái (Phật giáo Nam truyền) và Đại thừa (Phật giáo Bắc truyền) |                      |                  |                |                |                |        |  |
| Phật giáo Đông Á                                                                             | Jōdo-shū                       |                   |                      | Bộ phái (Phật giáo Nam truyền) và Đại thừa (Phật giáo Bắc truyền) | Bộ phái (Phật giáo Nam truyền) và Đại thừa (Phật giáo Bắc truyền) |                      |                  |                |                |                |        |  |
|                                                                                              |                                |                   |                      |                                                                   |                                                                   |                      |                  |                |                |                |        |  |
| Trung Á                                                                                      |                                |                   | Phật giáo Hy Lạp hóa | Phật giáo Hy Lạp hóa                                              | Phật giáo Hy Lạp hóa                                              | Phật giáo Hy Lạp hóa |                  |                |                |                |        |  |
| Trung Á                                                                                      |                                |                   |                      |                                                                   |                                                                   |                      |                  |                |                |                |        |  |
| Trung Á                                                                                      | Phật giáo qua Con đường tơ lụa |                   |                      |                                                                   |                                                                   |                      |                  |                |                |                |        |  |
|                                                                                              |                                |                   |                      |                                                                   |                                                                   |                      |                  |                |                |                |        |  |
|                                                                                              | 450 TCN                        | 450 TCN           | 250 TCN              | 100                                                               | 100                                                               | 500                  | 500              | 700            | 800            | 800            | 1200   |  |
| \| \| Chỉ dẫn: \| \| = Thượng tọa bộ \| \| = Đại thừa \| \| = Kim cương thừa \| \| = Khác \| |                                |                   |                      |                                                                   |                                                                   |                      |                  |                |                |                |        |  |
|                                                                                              | Chỉ dẫn:                       |                   | = Thượng tọa bộ      |                                                                   | = Đại thừa                                                        |                      | = Kim cương thừa |                | = Khác         |                |        |  |